# Kakhakn
Kakhakn (in armeno Կախակն?, in passato Karayman e Sovietakend) è un comune dell'Armenia di 528 abitanti (2009) della provincia di Gegharkunik.